# Rynkspricklav
Rynkspricklav (Acarospora peliscypha) är en lavart som beskrevs av Th. Fr. Rynkspricklav ingår i släktet Acarospora och familjen Acarosporaceae.  Arten är reproducerande i Sverige. Inga underarter finns listade i Catalogue of Life.